# كاترينا لاغنو
كاترينا لاغنو (مواليد 27 ديسمبر 1989) هي لاعبة شطرنج روسية أوكرانية المولد،حصلت على لقب أستاذ كبير في 2007.

## روابط خارجية
- كاترينا لاغنو على موقع الاتحاد الدولي للشطرنج (الإنجليزية)
- كاترينا لاغنو على موقع مباريات الشطرنج (الإنجليزية)
- كاترينا لاغنو على موقع 365Chess.com (الإنجليزية)
- كاترينا لاغنو على موقع Chesstempo.com (الإنجليزية)
- كاترينا لاغنو على موقع الاتحاد الأمريكي للشطرنج (الإنجليزية)
- كاترينا لاغنو سجل أولمبياد الشطرنج للسيدات على موقع OlimpBase.org (الإنجليزية)